# Lijst van weg- en veldkruisen in Landgraaf
Dit is een onvolledige lijst van weg- en veldkruisen in de gemeente Landgraaf. Onder kruisen wordt verstaan: alle weg-, veld- en hagelkruisen ed. De kruisen op kerkhoven of op gevels en daken van gebouwen zijn buiten beschouwing gelaten.
Bij enkele kruisen staat het huisnummer aangegeven van de woning die erbij ligt.
| Adres                                            | Plaats           | Plaatsingsjaar | Soort kruis | Extra informatie                                                                             | Foto |
| ------------------------------------------------ | ---------------- | -------------- | ----------- | -------------------------------------------------------------------------------------------- | ---- |
| Aan de Beuk-Oude Landgraaf                       | Nieuwenhagen     |                |             |                                                                                              |      |
| Aan de Beuk-Het Park                             | Nieuwenhagen     | 1946           |             |                                                                                              |      |
| Bosheide-Kremerslaan                             | Nieuwenhagen     |                |             |                                                                                              |      |
| Brunsummerweg-Schachtstraat                      | Nieuwenhagen     |                |             |                                                                                              |      |
| Burgemeester Jongenstraat-Emmastraat             | Nieuwenhagen     |                |             |                                                                                              |      |
| Burgemeester Vrouenraetslaan-Hoefveld            | Nieuwenhagen     |                |             |                                                                                              |      |
| Dorpstraat-Hoogstraat                            | Nieuwenhagen     |                |             |                                                                                              |      |
| Heggenstraat-Lichtenbergerstraat                 | Nieuwenhagen     |                |             |                                                                                              |      |
| Hereweg (bij nr. 42)                             | Nieuwenhagen     |                |             |                                                                                              |      |
| Hereweg-Heigank                                  | Nieuwenhagen     | 2001           |             | Het kruis is vermoedelijk afkomstig van de Steenkoolmijn Laura                               |      |
| Hereweg-Vaechshof                                | Nieuwenhagen     |                |             |                                                                                              |      |
| Hoogstraat-Prins Bernhardstraat                  | Nieuwenhagen     |                |             |                                                                                              |      |
| Kampstraat-Keizerstraat                          | Nieuwenhagen     |                |             | Het kruis is gevormd uit een oude molensteen, afkomstig van de molen die hier vroeger stond. |      |
| Kantstraat-Maastrichterlaan                      | Nieuwenhagen     |                |             |                                                                                              |      |
| Kleikoelenweg-Kremerslaan                        | Nieuwenhagen     |                |             |                                                                                              |      |
| Lichtenbergerstraat-Pasweg                       | Nieuwenhagen     |                |             |                                                                                              |      |
| Op de Heugden (bij nr. 101)                      | Nieuwenhagen     |                |             |                                                                                              |      |
| Schanserweg (bij nr. 5)                          | Nieuwenhagen     |                |             |                                                                                              |      |
| Broekhuizenstraat-Rinckberg                      | Rimburg          | 1908           |             |                                                                                              |      |
| Heikleverweg (bossen)                            | Rimburg          |                |             |                                                                                              |      |
| Heikleverweg-Scherpenseeler Molenweg             | Rimburg          |                |             |                                                                                              |      |
| Kapelweien                                       | Rimburg          |                |             |                                                                                              |      |
| Kerkveldweg-Rimburgerweg                         | Rimburg          | 1894           |             |                                                                                              |      |
| Achter den Winkel-Hoofdstraat                    | Schaesberg       |                |             |                                                                                              |      |
| Achterstraat-Ceintuurstraat                      | Schaesberg       |                |             |                                                                                              |      |
| Baanstraat-Pietersstraat                         | Schaesberg       |                |             |                                                                                              |      |
| Brandhofstraat-Hoofdstraat                       | Schaesberg       | 1925           |             |                                                                                              |      |
| De Wendelstraat-Prem                             | Schaesberg       | 1930           |             |                                                                                              |      |
| Haesenstraat-Sleinadestraat                      | Schaesberg       |                |             |                                                                                              |      |
| Heerlenseweg (bij voetpad richting Leenderkapel) | Schaesberg       |                |             |                                                                                              |      |
| Heerlenseweg-Op de Heugden                       | Schaesberg       |                |             |                                                                                              |      |
| Kakertsweg-Moltweg                               | Schaesberg       |                |             |                                                                                              |      |
| Overstehofweg-Rouenhof                           | Schaesberg       |                |             |                                                                                              |      |
| Stationsplein                                    | Schaesberg       | 1919           |             |                                                                                              |      |
| Achter den Put-Groenstraat                       | Ubach over Worms |                |             |                                                                                              |      |
| Charles Frehenstraat                             | Ubach over Worms |                |             |                                                                                              |      |
| Europaweg Noord-Grensstraat                      | Ubach over Worms |                |             |                                                                                              |      |
| Gank-Watergraaf                                  | Ubach over Worms |                |             |                                                                                              |      |
| Gravenweg-Merckelbaghstraat-Europaweg Noord      | Ubach over Worms | 2001           |             |                                                                                              |      |
| Groenstraat (bij nr. 70)                         | Ubach over Worms |                |             |                                                                                              |      |
| Haanweg (bij het viaduct)                        | Ubach over Worms |                |             |                                                                                              |      |
| Karlogweg-Padweg                                 | Ubach over Worms |                |             |                                                                                              |      |
| Kloosterstraat                                   | Ubach over Worms |                |             |                                                                                              |      |
| Lindestraat-Salesianenstraat                     | Ubach over Worms |                |             |                                                                                              |      |
| Rimburgerweg (bij nr. 99)                        | Ubach over Worms |                |             |                                                                                              |      |